# تامارا (فلم 2016)
تامارا هو فيلم كوميدي للمراهقين تم إنتاجه عام 2016 من إخراج ألكسندر كاستانيتي. الفيلم عبارة عن تعديل للفيلم الهزلي الذي يحمل نفس الاسم من قبل زيدرو كريستيان داراس، قصة الفيلم حول طالبة في مدرسة ثانوية لديها مشاكل مع شكل جسدها.

## طاقم التمثيل
- هيلواز مارتين في دور تامارا
- رايان بنستي في دور دييغو
- سيلفي تيستود في دور أماندين
- سيريل غويل في دور تشيكو
- علية عمامرة في دور جليلة
- بلانش غاردن في دور فاليري
- برونو سالامون في دور فيليب-أندري تريمولو
- جيمي لابو في دور واغنر
- إينا كاستانيتي في دور يولي
- لو غالا في دور أنايس
- لور نيكوديم في دور جوي
- ميليسا بريون في دور فاتو
- كلارا تشوي في دور لوان
- زاك غرون في دور زاك
- لامين سيسوخو في دور بباكار
- مارتين جوردان في دور ستيف
- ياسر جعفري في دور جوزي(خوسي)
- فرانسوا رولان في دور أستاذ الفرنسية
- دومينيك رونفو في دور مارك
- إيليوت غولدنبرغ في دور إستيبان
- فنسنت سانتاماريا في دور غريغ

## إنتاج
أدت هيليوس مارتن دور تامارا، ولعبت دورها في سن العشرين، مما اضطرها إلى زيادة الوزن للفيلم.

## روابط خارجية
- تامارا على موقع IMDb (الإنجليزية)
- تامارا على موقع روتن توميتوز (الإنجليزية)
- تامارا على موقع ألو سيني (الفرنسية)
- تامارا على موقع أول موفي (الإنجليزية)
- تامارا على موقع فيلمافينيتي (الإسبانية)
- تامارا على موقع قاعدة بيانات الفيلم (الإنجليزية)
- تامارا على موقع ليتربوكسد (الإنجليزية)
- تامارا على موقع كينوبويسك (الروسية)

- Tamara  في قاعدة بيانات الأفلام على الإنترنت (بالإنجليزية)